# アラゴスポット
アラゴスポット(英: Arago Spot)、もしくはポアソンの輝点(英: Poisson Spot)とは、点光源からの光を球状の障害物に照射した際に、その影の中心部分に現れる輝点のことである。
実は1723年にジャコーモ・フィリッポ・マラルディによって発見されていたが、それはほとんど知られることはなかった。
アラゴスポットは光の波動説において歴史的な役割を果たした。その当時多くの人はニュートンによる光の粒子説を支持しており、ポアソンもまたその一人であった。1818年に科学アカデミーが光の性質を説明する理論を募る競技会を開催した。当時若い技師であったフレネルは、この競技会に参加し、光の波動説を提出した。この競技会の審査員であったポアソンは光の粒子説を支持していたことから、フレネルの理論を詳しく調べ、光の波動説の誤りを見つけようとした。ポアソンは、光の波動説によれば球状の障害物の影の中心に輝点が現れることを示し、これが日常の経験からすればありえないことから、フレネルの波動説が間違いであると考えた。しかしその競技会の首長であったフランソワ・アラゴ(のちにフランスの首相になった)は、実際に実験を行い、影の中に輝点が生じるこの現象を観察することに成功した。この発見により、多くの科学者は波動説の正しさを認め、フレネルは競技会の勝者となった。アラゴは後にこの現象は一世紀前にジョゼフ＝ニコラ・ドリルとジャコーモ・フィリッポ・マラルディにより発見されていたことを言及した。
アラゴスポットの存在は容易に理解することができる。ホイヘンスの原理によれば、光が球状の物体を照らすとき、球の外周のすべての点が新たな点光源として振る舞う。そのそれぞれの点から影の中心部分までは正確に同じ距離にあるため、すべての光は強め合うように干渉する。このように、この理論では影の内部に輝点が生じることを説明することができるが、幾何光学や光の粒子説ではアラゴスポットの存在を説明することができない。

## 応用例
NASA先端構想研究所の支援も受けている New Worlds Discover の New Worlds Imager というミッション（太陽系外惑星を直接画像化するプロジェクト）において、反射光を隔離するのにアラゴスポットが用いられている。

## 注
1. ↑  ないし、光源から見て円盤状であれば良い。